# Павел Груев
Павел Симеонов Груев е юрист, сътрудник на царете Фердинанд I и Борис III.

## Биография
Роден на 22 август 1879 г. в Копривщица в рода Груеви - баща му Симеон Груев е син на общественика Георги Груев и племенник на просветния деец Йоаким Груев. Павел Груев завършва право в Гренобъл, Франция. Постъпва в служба на Министерството на външните работи. През 1916 г. е назначен да работи в Тайния кабинет на цар Фердинанд. През цялото царуване на Борис III служи като секретар, легационен съветник, от март 1940 г. като началник на канцелария и от април 1941 г. като началник на личния кабинет на цар Борис.
След приемането под германски натиск на антиеврейско законодателство Павел Груев често се застъпва за еврейски съграждани. Осъден на смърт от т.нар. Народен съд и е екзекутиран на 1 февруари 1945 г.
Негов син е журналистът и писател Стефан Груев, дългогодишен политически емигрант.